# Paul Peigné
Paul Peigné (né le 18 août 1841 à Paris, où il est mort le 3 juin 1919) est un général de division et franc-maçon français. Inventeur de la boussole portative et promoteur de l'artillerie sur voie ferrée. Impliqué dans le fichage politique des officiers par la franc-maçonnerie, il est sanctionné en janvier 1905 par le second gouvernement Rouvier qui le place en disponibilité. Il est réintégré en service actif en août de la même année. Il dirige la Grande Loge de France de 1910 à 1911 et de 1914 à 1918.

## Biographie
Paul Peigné est polytechnicien et officier d'artillerie. Il est gouverneur de Dunkerque de 1899 à 1900.
Il est initié en franc-maçonnerie en 1864 à la loge « La Renaissance » du Grand Orient de France. Il appartient par la suite à plusieurs loges du Rite écossais appartenant à la Grande Loge de France.
En 1904, le général Peigné est mis en cause dans l'affaire des fiches, scandale portant sur l'établissement de fiches sur les opinions politiques et religieuses des officiers de l'armée avec l'aide de la franc-maçonnerie. En effet, le 29 août 1904, il se vantait dans une lettre à Narcisse-Amédée Vadecard, secrétaire-général du Grand Orient de France, d'avoir fait exiler un commandant et quatre capitaines vers la frontière de l'Est ; ce document accablant est publié dans la presse par le député nationaliste Jean Guyot de Villeneuve lors de la révélation du scandale.
Après la chute du cabinet Émile Combes, le gouvernement Maurice Rouvier pratique une politique d'apaisement et prononce des sanctions symboliques : parmi elles, la mise en disponibilité du général Peigné le 25 janvier 1905, alors qu'il occupait les fonctions de commandant du 9e corps d'armée. De nombreuses loges maçonniques apportent alors leur soutien à Peigné, considérant qu'il a bien agi.
Au printemps 1905, à la mort du général Philibert Laplace, commandant le 1er corps d'armée, les loges du département du Nord demandent au ministre Maurice Berteaux son remplacement par le général Peigné ; toutefois, les nationalistes s'y opposent et mettent en avant leur propre candidat, le général Edmond Courbassier. Finalement, le ministre de la Guerre refuse de céder aux pressions et nomme le général Georges Lebon à ce poste.
En août 1905, sur les instances répétées de la gauche, Maurice Berteaux réintègre le général Peigné dans l'armée, lui confiant la présidence du Comité technique de l'artillerie. L'évènement déclenche la colère des nationalistes ; le député Jean Guyot de Villeneuve annonce qu'il va reprendre la publication des fiches dans la presse et dépose une demande d'interpellation du gouvernement, mais le scandale finit par retomber.
Au cours de sa carrière, il promeut l'artillerie sur voie ferrée. Il est également l'inventeur de la boussole portative.
Il devient le grand-maître de la Grande Loge de France durant deux mandats, de 1910 à 1911 et de 1914 à 1918. En cette qualité, il joue un rôle important dans la formation de la Yougoslavie.

## Distinctions
- Grand officier de la Légion d'honneur (12 juillet 1904)[8]